# Dolors Ribalta Alcalde
Dolors Ribalta Alcalde   (Mafet, 29 de juny de 1977) és una ex futbolista, entrenadora, docent i historiadora especialitzada en temes d'història de l'esport. És diplomada en Magisteri en Educació Física per la Universitat de Lleida; diplomada en Psicologia de l'Esport en edat escolar per la Universitat Autònoma de Barcelona, i llicenciada i doctora en Ciències de l'Activitat Física i de l'Esport per la Universitat Ramon Llull.

## Jugadora
Dins l'àmbit esportiu va desenvolupar tota la seva singladura vinculada al RCD Espanyol, inicialment com a jugadora i posteriorment en diferents càrrecs tècnics del club blanc-i-blau. Va debutar amb el RCD Espanyol la temporada 1995-96, jugant en la demarcació de defensa durant dotze anys fins retirar-se la temporada 2006-07. Durant aquest període va aconseguir una Superlliga espanyola (2005-06), tres Copes de la Reina (1996, 1997 i 2006) i dues Copes de Catalunya (2006 i 2007). Destaca especialment el doblet de Lliga i Copa assolit l'any 2006 i, en qualitat de campiona de lliga, la participació en la sisena edició de la Champions femenina la temporada 2006-07, arribant fins a vuitens de final.
Després de retirar-se com a jugadora va continuar vinculada en diferents etapes i des de diferents àmbits al futbol femení de l'entitat. Durant la temporada 2007-08 va formar part de l'equip tècnic del primer equip i per a la temporada 2009-10 fou nomenada secretària tècnica Després va seguir-ne vinculada des d'àmbits més acadèmics i periodístics, i després d'un llarg parèntesi el juny de 2022 fou nomenada màxima responsable de l'àrea de futbol femení del RCD Espanyol, on segueix actualment.

## Docència i investigació
Després d'exercir alguns anys com a mestra d'educació Física en diversos centres catalans d'educació primària, ha desenvolupat la seva trajectòria a la Facultat de Ciències de l'Activitat Física i l'Esport Blanquerna (Universitat Ramon Llull) des del 2004 com a docent i investigadora. Les seves línies d'investigació s'han centrat en temes d'història de l'esport, especialment en el paper de la dona durant el franquisme, participant en nombrosos cursos, jornades, seminaris i simpòsiums relacionats amb aquesta temàtica. A part, és investigadora i divulgadora de l'equip femení del RCD Espanyol, el seu club de tota la vida.

## Palmarès
- Lliga espanyola (1): 2005-06
- Copa de la Reina (3): 1995-96, 1996-97 i 2005-06
- Copa Catalunya (2): 2005-06 i 2006-07
- Subcampionat de la Lliga espanyola (1): 2006-07
- Subcampionat de la Copa de la Reina (2): 2001-02 i 2006-07
- Subcampionat de la Supercopa d'Espanya (1): 1997

## Fites i reconeixements
- Premi a la millor jugadora per la Federació Catalana de Penyes del RCD Espanyol (2001 i 2002).
- Primera jugadora de les Comarques de Lleida que va disputar la Champions femenina (2006).[7]
- Premi a la trajectòria esportiva. Ajuntament d'Agramunt (2007).
- Ambaixadora institucional del RCD Espanyol, primera dona en assolir aquest càrrec (2020).[8]

## Obres
- Mujeres y fútbol. La génesis y evolución del fútbol femenino en España. Consejo Superior de Deportes (2011).
- Una història de coratge: les dones i l'esport adaptat a Barcelona (2014). Ajuntament de Barcelona (amb Xavier Pujadas)
- Les dones i l'esport com a objecte d'estudi a Catalunya 1870-2010 (2015). Ajuntament de Barcelona (amb Xavier Pujadas)
- Els Jocs LGBT Europeus i el cas de Barcelona (2016). Ajuntament de Barcelona (amb Xavier Pujadas)
- Les dones i els jocs de Barcelona en perspectiva. Presència i significat de la participació femenina als jocs olímpics (2017). Ajuntament de Barcelona (amb Xavier Pujadas)
- Entre la marginalitat i la igualtat. L'educació física i les dones a Barcelona. (1830-2000). (2018). Ajuntament de Barcelona (amb Xavier Pujadas)
- De gran vull fer esport. Esport i dones grans a Barcelona (1978-2015) (2019). Ajuntament de Barcelona (amb Xavier Pujadas)
- L'origen de la professionalització de l'esport femení. La difícil incorporació de les dones a l'esport (2020). Ajuntament de Barcelona.
- Atreveix-te, l'esport femení enganxa (2022). La Revista de Blanquerna.